# Jean-Claude Camors (résistant)
Cet article concerne le résistant français. Pour le musicien français, voir Jean-Claude Camors. Pour d'autres homonymes, voir Camors.
Jean-Claude Camors, né le 27 octobre 1919 à Pau, dans les Pyrénées-Atlantiques, disparu à Rennes en octobre 1943, est un résistant français, Compagnon de la Libération.

## Biographie

### Famille
Issu d'une famille béarnaise, Jean-Claude Camors est fils et petit-fils d'officiers ; son père, Maurice Camors (1887-1920) est médecin militaire. Alors que Jean-Claude n'a qu'un an, il meurt à Alger des suites d'une maladie contractée à l'hôpital militaire François Maillot d'Alger où il travaillait. Par sa mère, Louisette Faisans (1890-1981), Jean-Claude est le petit-neveu d'Henri Faisans (1847-1922), maire de Pau et sénateur des Basses-Pyrénées (devenues les Pyrénées-Atlantiques en 1969).

### Formation
Avec son frère Paul, il est élève des Dominicains à Songe, puis du lycée palois. Il suit des études de droit.

### Son activité dans la Résistance
En octobre 1939, il est affecté au 18e Régiment d'Infanterie et suit les cours d'élève aspirant. En juin 1940, il est fait prisonnier à Fontenay-le-Comte. Il est interné au camp de Choisel situé à Châteaubriant d'où il s'évade ; il franchit la ligne de démarcation et rejoint Pau à la fin de juillet 1940.
Il se rend ensuite à La Seyne-sur-Mer, puis à Marseille où il s'engage sur un bateau de pêche et saute à la mer devant Gibraltar. Après deux heures de nage, il est récupéré par un navire britannique et gagne Londres en mai 1942. Après une période d'entraînement en Angleterre, il est parachuté en France en 1942, avec la mission d'organiser le passage régulier des aviateurs alliés vers l'Espagne.
En juin 1942, il retourne en Angleterre pour parfaire son entraînement; en décembre de la même année, il est de retour en France. Il est arrêté en Espagne; relâché, il est de retour en Angleterre en janvier 1943.
Le BCRA l'envoie en France en avril 1943 afin d'organiser un réseau d'évasion des aviateurs alliés tombés sur le territoire français. Fondateur et chef national du réseau  de renseignement et d'évasion « Bordeaux-Loupiac », Jean-Claude Camors revient au milieu de l'été 1943, prendre contact avec un patron pêcheur de Camaret qui met son bateau, le « 
Suzanne-René » à sa disposition pour des traversées à destination de la Cornouaille anglaise. Vingt-trois jeunes aviateurs, anglais, canadiens et américains ont pu rejoindre l'Angleterre sains et saufs.
Pendant les semaines qui suivent, il s'assure des ramifications sur tout le territoire métropolitain de son réseau, chargé de retrouver des aviateurs cachés et leur fixe des rendez-vous en divers points de Bretagne. Plusieurs membres de son équipe ayant été arrêtés, il repart en Angleterre. 
Le 11 octobre 1943, à Rennes, il a rendez-vous, au café de l'Époque, rue du Pré Botté, avec le chef régional du réseau, en l'occurrence un pharmacien de la ville, André Heurtier, Pierre Dumont, Rémy Roure, et André Poirier, aviateur français dont l'appareil a été abattu et désire regagner Londres. L'établissement  est tenu par un agent de renseignement du Mouvement de Libération Nationale[réf. souhaitée]. Repérés par des agents français collaborateurs du groupe dirigé par Guy Vissault de Coëtlogon, qui les dénonce à la Gestapo, ils sont d'abord introuvables malgré un bouclage en règle du quartier car ils se sont réfugiés sur le toit d’un immeuble de la rue Maréchal-Joffre. Malheureusement, Jean Claude Camors a été grièvement blessé. Trop pour continuer à fuir. Après avoir recommandé à ses compagnons de rester dans leur cachette, il détruit tous les papiers en sa possession, et redescend attendre la mort sur le palier du dernier étage, espérant ainsi attirer sur lui seul l’attention des Allemands. Il avait vu juste : quelques heures après avoir découvert son cadavre, la Gestapo décidera d’abandonner les recherches, ce qui permettra à deux rescapés de s’échapper. 
Dans l'affrontement, Rémy Roure, son adjoint, sera blessé grièvement ; presque mourant – il a l’artère fémorale sectionnée – il est miraculeusement soigné par un chirurgien français. Interné à Fresnes quatre jours plus tard, il est frappé et torturé mais il se tait. Le 27 avril 1944, il sera déporté à Auschwitz puis à Buchenwald.
Le frère de Jean-Claude, Paul participe à la Libération dans les rangs de la 9e division d'infanterie coloniale. Plus tard, il trouve la mort lors de la guerre d'Indochine, en Annam, dans une embuscade au col de Loukkel (aujourd'hui dans la province de Lam Dong) en février 1946.
Les survivants du réseau, parmi lesquels Rémy Roure, rendent hommage à leur chef en faisant apposer une plaque en novembre 1947 à Rennes.

## Distinctions
- Chevalier de la Légion d'honneur
- Compagnon de la Libération à titre posthume par décret du 04 Mai 1944[5]
- Croix de guerre 1939–1945 avec palme
- Médaille de la Résistance française par décret du 16 juin 1945[6]
- Médaille de la Liberté (Medal of Freedom), États-Unis

## Sources principales
- Notice sur site de l'Ordre de la Libération
- Alain Lozac'h, Petit lexique de la deuxième guerre mondiale en Bretagne, Éditions Keltia Graphic, Spézet, 2005
- Commission d'information historique pour la paix du département d'Ille-et-Vilaine, Mémoire de Granit 1939-1945, Rennes, 1991, 273 p., p. 28-29